# Bârsănești (gmina)
Bârsănești – gmina w Rumunii, w okręgu Bacău. Obejmuje miejscowości Albele, Bârsănești, Brătești i Caraclău. W 2011 roku liczyła 4527 mieszkańców.